# Stypommisa pequeniensis
Stypommisa pequeniensis är en tvåvingeart som först beskrevs av David Fairchild 1942.  Stypommisa pequeniensis ingår i släktet Stypommisa och familjen bromsar. Inga underarter finns listade i Catalogue of Life.